# مومیایی (فیلم ۱۹۹۹)
مومیایی (به انگلیسی: Mummy) فیلمی در ژانر اکشن، ماجراجویی، فانتزی و ترسناک به کارگردانی استیون سامرز محصول سال ۱۹۹۹ امریکا است که از بازیگران اصلی آن می‌توان به برندن فریزر، ریچل وایس، جاناتان هاید، جان هانا، کوین جی اکونر، اودد فهر و آرنولد وسلو (در نقش مومیایی)، پاتریشیا ولاسکوئز، اریک آواری، امید جلیلی، برنار فاکس و استیون دانهام اشاره کرد.
درهمین سال یک بازی کامپیوتری براساس این فیلم برای کنسول پلی استیشن ساخته شد.

## داستان
یک باستان‌شناس آمریکایی بنام «ریچارد اوکانل» که در مصر، مستعمرهٔ فرانسه، مشغول حفاری در یک شهر باستانی بنام هاموناپترا است، به‌طور تصادفی یک مومیایی را بیدار می‌کند...